# København paa Kryds og Tværs (film fra 1906)
 Ikke at forveksle med København paa Kryds og Tværs (film fra 1934).
København paa Kryds og Tværs er en dansk dokumentarisk optagelse fra 1906.

## Handling
København opleves i denne film overvejende via sporvogn. Man kører med sporvogn ud af centrum og får set forstadskvarterene. Rundt omkring i byen stoppes der dog op, for eksempel ved fiskerkonerne på Gammel Strand eller for at betragte svaner på Søerne. Man kører blandt andet forbi Børsen og Holmens Kirke. Byen er et leben med handelsboder, slagsmål, avissælgere, skopudsere, cykler, stabelafløbning og hverdagslivet, som det folder sig ud. En tur med båd gennem Københavns Havn bliver det også til.